# Hutná
Hutná – duży potok w kraju bańskobystrzyckim w środkowej Słowacji, lewobrzeżny dopływ Hronu. Długość ok. 15,5 km.

## Charakterystyka
Najwyżej usytuowane źródło potoku leży na wysokości ok. 1160 m n.p.m. na południowo-wschodnich zboczach kopuły szczytowej Ľubietovskiej Bukoviny w grupie górskiej Polany. Stąd spływa on początkowo w kierunku północno-wschodnim, wykręcając wkrótce ku północnemu zachodowi, głęboką doliną, ograniczoną stromymi, całkowicie zalesionymi zboczami. Na wysokości ok. 775 m n.p.m. potok opuszcza teren CHKO Poľana. Jego dolina stanowi odtąd granicę między Rudawami Weporskimi (po prawej) a obszarem niewysokich gór i płaskowyżów, funkcjonujących w literaturze słowackiej jako Ponická vrchovina i Bystrická vrchovina (po lewej).
W środkowej części biegu potoku jego dolina rozszerza się w niewielką kotlinę (450–500 m n.p.m.), w której leży Ľubietová. W przeszłości była ona dużym ośrodkiem górniczo-hutniczym, a wody potoku poruszały wiele kół wodnych, napędzających urządzenia hut i kuźnic. Poniżej najbardziej na północ wysuniętego osiedla tej miejscowości, zwanego Huta, dolina ponownie się zwęża w wąwóz, ograniczony wysokimi na 150–250 m stromymi, zalesionymi zboczami. Odcinek ten funkcjonuje pod nazwą Ľubietovská dolina. Po opuszczeniu wąwozu, w górnej części wsi Lučatín, na wysokości 385 m n.p.m., Hutná uchodzi do Hronu jako jego lewobrzeżny dopływ.
Tereny, którymi spływa potok, są mocno zróżnicowane z punktu widzenia geologii. Źródła i górny bieg potoku znajdują się na terenach budowanych skałami wulkanicznymi (andezyty, dacyty i ryodacyty) środkowego miocenu. W środkowym biegu Hutná przecina szeroki pas skał osadowych z okresu triasu: pstrych ilasto-piaszczystych łupków, dolomitów oraz piaskowców i zlepieńców. Wąwóz w dolnym biegu wycięty jest w masywie marglistych wapieni, margli i marglistych łupków z przełomu jury i kredy.
Na całej długości doliny, aż po granicę CHKO Poľana, wzdłuż potoku prowadzi asfaltowa droga jezdna. Powyżej zabudowy Ľubietovej nad potokiem funkcjonuje, zasilane jego wodą, hodowlane gospodarstwo rybackie. Jeszcze nieco wyżej, tuż nad potokiem, znajduje się źródło wody mineralnej „Linhartovka”.